# Міхал Свірський
Міхал Свірський (пол. Swirski Michal) — польський громадський і політичний діяч, дипломат. Польський консул у Харкові (01.03.1924-31.09.1924).

## Життєпис
З жовтня 1921 року працював в Україні в Харкові в посольстві Речі Посполитої в УРСР. З червня 1922 року секретар Консульства у ранзі віце-консула.
З травня 1923 року — очолював польську делегацію для справ оптації у Києві.
З жовтня 1923 року — Уповноважений Уряду II Речі Посполитої у справах оптації в Україні.
З 1 березня 1924 року — Генеральний консул Польщі в Харкові у ранзі секретаря, згодом радника посольства.